# Sant'Antonio di Gallura
Sant'Antonio di Gallura (sardinsky: Sant'Antòni di Caragnàni, Sant'Antòni de Calanzànos) je italská obec (comune) v provincii Sassari v regionu Sardinie. Nachází se ve výšce 354 metrů nad mořem a má přibližně 1 400 obyvatel. Rozloha obce je 81,69 km².